# Llista de nuclis de població de Cap Verd
Aquesta és una Llista de nuclis de població de Cap Verd, tant ciutats com viles:

## Boa Vista
- Bofarreira
- Cabeça dos Tarrafes
- Estância de Baixo
- Fundo das Figueiras
- João Galego
- Povoação Velha
- Rabil
- Sal Rei

## Brava
- Cachaço
- Campo Baixo
- Cova Joana
- Cova Rodela
- Fajã de Água
- Furna
- João da Noly
- Lem
- Mato
- Mato Grande
- Nossa Senhora do Monte
- Nova Sintra
- Santa Bárbara
- Tantum
- Tomé Barraz
- Vinagre

## Fogo
- Achada Furna
- Achada Grande
- Atalaia
- Cabeça Fundão
- Campanas Baixo
- Chã das Caldeiras
- Corvo
- Cova Figueira
- Curral Grande
- Estância Roque
- Fajãzinha
- Figueira Pavão
- Fonte Aleixo
- Galinheiro
- Lagariça
- Lomba
- Miguel Gonçalves
- Monte Grande
- Mosteiros
- Patim
- Ponta Verde
- Relva
- Ribeira do Ilhéu
- Salto
- Santo António
- São Filipe
- São Jorge
- Vicente Dias

## Maio
- Alcatraz
- Barreiro
- Calheta
- Cascabulho
- Figueira da Horta
- Morrinho
- Morro
- Pedro Vaz
- Pilão Cão
- Praia Gonçalo
- Ribeira Dom João
- Santo Antônio
- Vila do Maio (Porto Inglês)

## Sal
- Espargos
- Murdeira
- Palmeira
- Pedra de Lume
- Santa Maria
- Terra Boa

## Santiago
- Achada Fazenda
- Achada Leitão
- Achada Monte
- Achada Tenda
- Água de Gato
- Assomada
- Banana
- Boa Entrada
- Calheta de São Miguel
- Cancelo
- Chão Bom
- Cidade Velha
- Fazenda
- Figueira das Naus
- João Teves
- João Varela
- Montanha
- Palha Carga
- Pedra Badejo
- Picos (Achada Igreja)
- Porto Gouveia
- Porto Mosquito
- Praia
- Principal
- Ribeira da Barca
- Ribeira da Prata
- Rincão
- Rui Vaz
- Santa Ana
- São Domingos
- São Jorge dos Órgãos
- Tarrafal
- Trás os Montes

## Santo Antão
- Alto Mira
- Chã de Igreja
- Coculi
- Corda
- Eito
- Figueiras
- Fontainhas
- Garça de Cima
- Janela
- Lombo Branco
- Lombo de Santa
- Monte Trigo
- Morro Vento
- Pombas
- Ponta do Sol
- Porto Novo
- Ribeira Alta
- Ribeira da Cruz
- Ribeira Grande
- Sinagoga
- Tarrafal de Monte Trigo

## São Nicolau
- Belém
- Cabeçalinho
- Cachaço
- Caleijão
- Carriçal
- Carvoeiros
- Covoada
- Estância de Brás
- Fajã de Baixo
- Hortelã
- Juncalinho
- Morro Brás
- Praia Branca
- Preguiça
- Queimadas
- Ribeira Brava
- Ribeira Funda
- Tarrafal de São Nicolau

## São Vicente
- Baía das Gatas
- Lameirão
- Mindelo
- Ribeira de Calhau
- Ribeira de Vinha
- Salamansa
- São Pedro